# Coptis trifolia
Coptis trifolia — вид трав'янистих рослин родини жовтецеві (Ranunculaceae), поширений на півночі Північної Америки та Азії.

## Опис

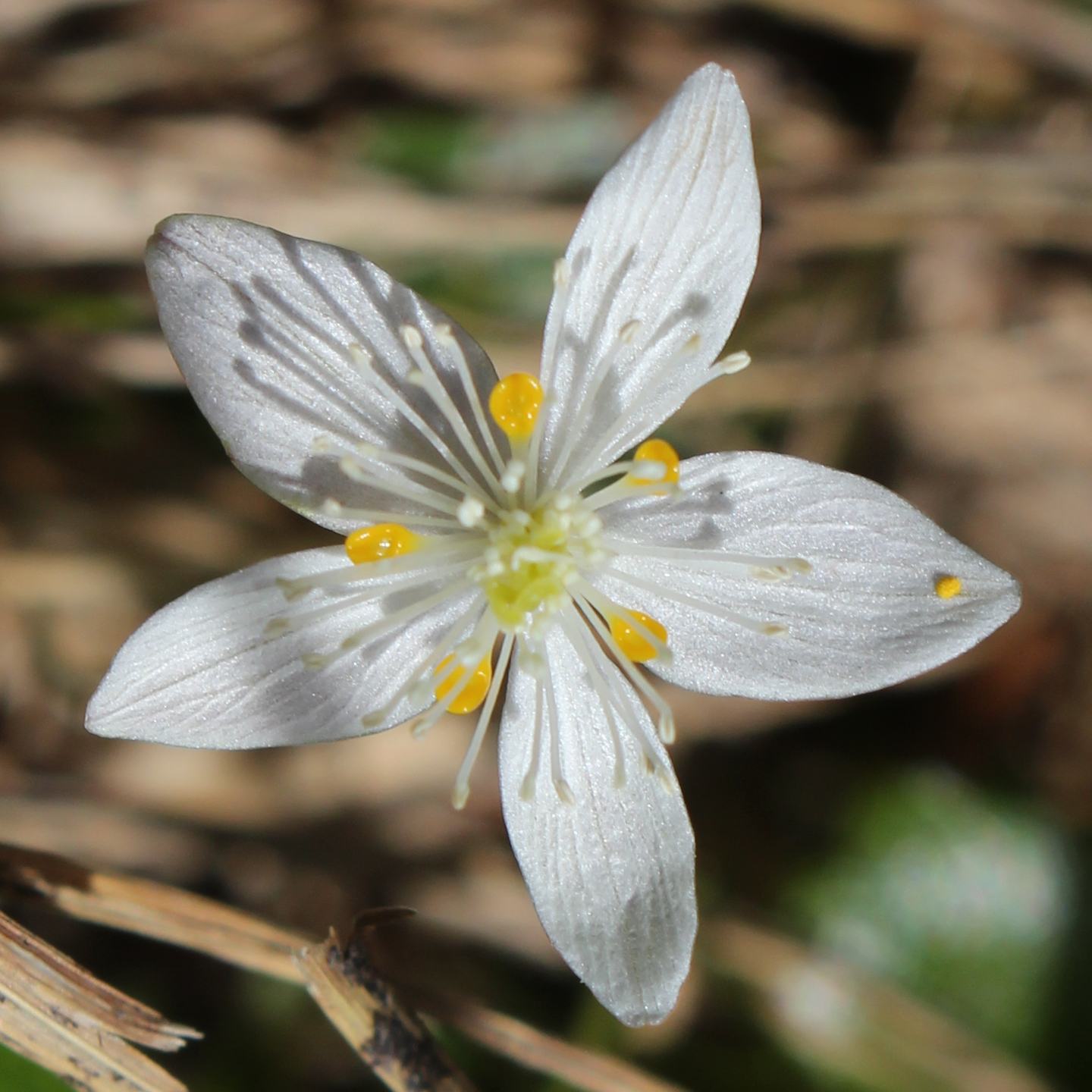

Це багаторічна трав'яниста рослина, яка досягає висоти росту до 10 сантиметрів. Кореневища від яскраво-жовтого до апельсинового кольору. Листя глибоко трилопасте.
Суцвіття: 1 квітка. Квіти підняті: чашолистки розлогі, від ланцетних до зворотнояйцеподібних чи еліптичних, 4–11 × 1–4 мм, білі й легко приймаються за пелюстки. Насіння 1–1.5 мм. 2n=18(2x).

## Поширення
Північна Америка: Ґренландія, Канада, США; Азія: Далекий Схід. Населяє від мокрих до середньо-вологих, хвойні та змішані ліси, болота, вербові чагарники, тундру, часто пов'язані з мохами; 0–1500 м.